# دوم (بازی ویدئویی ۱۹۹۳)
دوم (به انگلیسی: DOOM) یک بازی ویدئویی علمی تخیلی با فضای وحشت در سبک تیراندازی اول شخص است که توسط id Software منتشر شد. دوم یکی از مهم‌ترین و تأثیرگذارترین عناوین صنعت بازی‌های ویدئویی و بنیان‌گذار ژانر تیراندازی اول شخص است. بازی اصلی به سه اپیزود نه مرحله‌ای تقسیم می‌شود که به صورت نرم‌افزار مشروط و سفارش از طریق نامه به فروش می‌رسید.
این بازی در سال ۱۹۹۳ و در پلتفرم‌های گیم بوی ادوانس، RiscPC، نکست، ۳دی‌او، لینوکس، ایکس‌باکس، مایکروسافت ویندوز، سوپر نینتندو، سگا مگا درایو، و پلی‌استیشن منتشر شده‌است.
در بازی، بازیباز در نقش یک سرباز بی‌نام و نشان ایفای نقش می‌کند که علیه هجوم شیاطین و هیولاهای مهاجمی که از دروازه جهنم به این دنیا راه یافته‌اند مبارزه می‌کند. این بازی توسط حدود ۱۵ الی ۲۰ میلیون نفر در سراسر دنیا بازی شده‌است. علت اصلی معروفیت این بازی در دو سال پس از انتشار، نوع و روش بازی و زیرمجموعه‌های ساخته شده برای این بازی بود. در مجموع علاوه بر محبوب کردن ژانر تیراندازی اول شخص، این بازی جزو پیشگامان گرافیک سه‌بعدی، بازی‌های چند نفره تحت شبکه و پشتیبانی جهت شخصی‌سازی و ویرایش بازی تحت بسته‌های ویژه‌ای به نام WADs در جهان بود. در دهه ۹۰ میلادی بازی‌هایی که در ژانر تیراندازی اول شخص ساخته می‌شد به دوم clone معروف بودند. گرافیک پر از خشونت، داستان و تم کلی شیطانی بازی دوم باعث ایجاد مناقشه‌های بسیاری گردید.
سری بازی‌های «دوم» در سال ۱۹۹۴ با عنوان جدیدی به نام «دوم ۲: دوزخ روی زمین» و تعداد زیادی بسته الحاقی ادامه پیدا کرد. بسته‌های الحاقی معروفی مانند: Master Levels برای دوم ۲ محصول ۱۹۹۵ و «فاینال دوم» (۱۹۹۶).
بازی دوم ابتدا برای سیستم عامل ام اس داس ساخته شد ولی بعد از مدتی برای تعداد زیادی از دستگاه‌های بازی پورت گردید.
هنگامی که کد منبع بازی در سال ۱۹۹۷ منتشر گردید، طرفداران بازی عناوین زیادی را برای دستگاه‌های مختلف پورت کردند.
در اواسط دهه ۹۰ و با وجود پیشرفت‌های تکنولوژی، طرفداران بازی همچنان اقدام به ساخت WADهای مختلف و بازی‌های تغییر یافته بر اساس نسخه اصلی می‌کردند.
عنوان «دوم» در سال ۲۰۰۴ و با معرفی دوم ۳ مجدداً مشهور شد و بر سر زبان‌ها افتاد، که به نوعی روایتی دوباره از بازی اولیه بود البته با استفاده از تکنولوژی‌های پیشرفته‌تر. در سال ۲۰۰۸ عنوان دوم ۴ معرفی و اعلام گردید که در حال ساخت می‌باشد، البته بعد از مدتی این عنوان با نام ساده «دوم» معرفی شد.

## داستان
بازی دوم یک عنوان علمی تخیلی با پس زمینه ترس و وحشت است. داستان بازی در پایان هر مرحله و قبل از شروع مرحله بعد به صورت متن روایت می‌شود و پیشبرد داستان شکل می‌گیرد.
بازیباز در نقش یک سرباز بی‌نام (معروف به دوم گای دومguy) ایفای نقش می‌کند. قهرمان داستان بعد از عدم اجرای دستور فرمانده‌اش در مورد آتش گشودن بر روی مردم غیرنظامی و حمله به فرمانده‌اش، به عنوان تنبیه به سیاره مریخ تبعید می‌گردد. نیروهای نظامی حاضر در مریخ به عنوان نیروهای حافظ امنیت «اتحادیه هوافضا» (Union Aerospace Corporation) که در حال انجام آزمایش‌های سری هستند، انجام وظیفه می‌کنند. آزمایش‌های سرّی این شرکت در مورد امکان دورنوردی (تله پورت) بین دو قمر سیاره مریخ (فوبوس و دیموس) می‌باشد. روند این آزمایش‌ها ناگهان دچار مشکل شده و به‌طور وحشتناکی دچار اشتباه می‌شود. سیستم‌های رایانه‌ای در قمر فوبوس دچار مشکل شده و کارایی درست خود را از دست می‌دهند. قمر دیموس ناگهان به‌طور کامل ناپدید می‌شود و سیل عظیمی از موجودات و هیولاهای اهریمنی از دروازه به فوبوس سرازیر می‌شوند و شروع به قتل‌عام یا تسخیر بدن افراد و کارکنان UAC می‌کنند.
بعد از درخواست کمک دانشمندان حاضر در فوبوس، نیروهای نظامی حاضر در مریخ با سفینه به آنجا فرستاده می‌شوند تا در مورد این گزارش‌ها تحقیقات انجام داده و مشکل را بررسی نمایند. در همین هنگام قهرمان داستان به عنوان نگهبان از محدوده ورودی بقیه سربازان، تنها با یک اسلحه کلت از بقیه گروه جدا می‌ماند. نیروهای نظامی مریخی پیامهای مختلف رادیویی، شلیک‌های تفنگ و فریادهای مختلفی را در حین کاوش می‌شنوند، در همین حین قهرمان داستان متوجه می‌شود باید تنها به داخل مجتمع رفته و ماجرا را پیگیری کند.
به عنوان آخرین بازمانده، مأموریت قهرمان داستان نبرد با دشمنان شیطان صفت به تنهایی است تا از حمله آن‌ها به کره زمین جلوگیری کند. داستان اولین اپیزود بازی که Knee-Deep in the Dead نام دارد و تنها مرحله‌ای از بازی است که به صورت «نرم‌افزار مشروط» عرضه شد، در پایگاه‌های نظامی پیشرفته، مراکز کامپیوتری و آزمایشگاه‌های زمین شناختی فوبوس می‌گذرد. در پایان اپیزود اول، قهرمان داستان وارد دستگاه تله پورت به قمر دیموس می‌شود که توسط هیولاها و شیاطین کاملاً تسخیر شده‌است.
داستان در اپیزود دوم که «کرانه‌های جهنم» (The Shores of Hell) نام دارد به این صورت است که قهرمان بازی به صورت موفق به قمر دیموس تله پورت می‌شود. او در راه رسیدن به تأسیسات اصلی در قمر دیموس با هیولاها و شیاطین مبارزه می‌کند. بعد از نبرد و کشتن هیولای قدرتمندی به نام «سایبردیمون» (Cyberdemon) پی به راز ناپدید شدن قمر دیموس می‌برد، دیموس برفراز جهنم معلق مانده‌است.
سومین اپیزود که «جهنم» (Inferno) نام دارد از جایی آغاز می‌شود که قهرمان بازی به سطح دیموس رسیده. او در راه رسیدن به جهنم با شیاطین و از جمله Spider Mastermind مبارزه می‌کند. سپس بعد از شکست این هیولا یک دروازه مخفی به سمت کره زمین برای قهرمان باز می‌شود.
یک شهر سوخته و یک سر قطع شده خرگوش بر روی نیزه (که بعداً در Ultimate دوم مشخص میشو آن خرگوش خانگی قهرمان داستان بوده به نام دایزی Daisy) از علائم و نشانه‌های حمله شیاطین به زمین هستند و زمین را آماده تبدیل به جهنم می‌کنند.
چهارمین اپیزود بازی در واقع به عنوان یک بسته الحاقی منتشر گردید و داستان نبرد و مبارزه قهرمان با شیاطینی است که از طریق دروازه مخفی به زمین رسیده‌اند. داستان در منطقه‌ای به نام Thy Flesh Consumed اتفاق می‌افتد که حال و هوای شبیه به کره زمین دارد.

## گیم پلی

صحنه‌ای از گیم پلی بازی در اپیزود ۱: بازیباز در روی قمر فوبوس می‌باشد که مسلح به یک اره برقی باید با دشمنان انسانی و زامبی شده مرحله مبارزه کند

دوم به عنوان یک بازی تیراندازی اول شخص از نگاه قهرمان داستان دنیای پیرامون خود را به بازیباز نشان می‌دهد. این شخصیت بدون نام است و نامی از آن برای بازیباز مشخص نگردیده. «جان رومرو» (John Romero) طراح بازی دلیل بی‌نام بودن قهرمان بازی را اینطور عنوان نموده: «برای قهرمان بازی دوم هرگز اسمی انتخاب نشد، به دلیل اینکه قرار بود شما خود را جای آن بگذارید.» هسته اصلی گیم پلی بازی شبیه بازی‌های تیراندازی کلاسیک است، زنده ماندن و تیراندازی به هر دشمنی که در دید قرار می‌گیرد که البته با وجود نمای سه بعدی کاذب، محیط پیرامون بازیباز با بازی‌های تیراندازی کلاسیک تفاوت زیادی می‌کند و طبیعتاً در طراحی مراحل و تجربه گیم پلی تأثیر متفاوتی دارند.
برای کامل کردن بازی، قهرمان نظامی داستان باید در قمرهای «فوبوس»، «دیموس» و در نهایت داخل جهنم با دشمنان مبارزه کند که هر منطقه در قالب یک اپیزود شامل هشت مرحله متفاوت است که البته یک مرحله مخفی نهم نیز برای هرکدام وجود دارند. بسته الحاقی بازی که Ultimate دوم نام دارد یک اپیزود دیگر با عنوان Thy Flesh Consumed به سه اپیزود قبلی اضافه می‌کند که در واقع خط داستانی بین پایان دوم ۱ و دوم ۲ است و هدف از طراحی آن دادن فرصت جستجو و چالش بیشتر به بازیبازان دوم بوده‌است (این اپیزود نسبت به سه اپیزود قبلی دارای درجه سختی بالاتری است).
هدف اصلی هر مرحله بسیار ساده است، یک اتاق پایانی که با رسیدن به آن بازیباز به مرحله بعد هدایت می‌شود و دارای علامت «خروج» می‌باشد و در بعضی مراحل نیز به صورت درب‌هایی با ظاهر متفاوت هستند. موانع رسیدن به اتاق پایانی هر مرحله شامل هیولاها و شیاطین، گودال‌های پر از اسید یا مواد رادیواکتیو، سقف‌های کوتاه که باعث خرد کردن هر موجود زنده‌ای می‌شوند و درب‌های قفل شده‌ای که برای باز کردنشان احتیاج به کلیدهای کارتی مخصوصی است. مراحل بازی بعضی مواقع به صورت تو در تو طراحی شده و شامل آیتم‌های اضافی مانند بسته‌های مهمات، سلامتی و … هستند که بیشترشان در مناطق مخفی مرحله قرار دارند و طوری طراحی نشده‌اند که بازیباز بتواند بلافاصله آن‌ها را پیدا کند و در واقع جایزه برای بازی بازانی هستند که محیط بازی را با دقت جستجو کنند. برای راحتی بیشتر در پیدا کردن راه در هر مرحله، یک نقشه خودکار تمام صفحه نیز وجود دارد. بسیاری از نسخه‌های بازی (از جمله قسمت‌های دوم و سوم بازی) دارای مراحل مخفی هستند که با جستجوی دقیق بازیباز در هر مرحله امکان پیدا کردنشان برای بازیباز به دست می‌آید.
یکی از محاسن بازی وجود اسلحه‌های متفاوت در بازی است که برای عنوان تیراندازی اول شخص مناسب می‌باشد. قهرمان داستان در ابتدا فقط با یک تپانچه بازی را شروع می‌کند، البته اسلحه‌های قویتر و بزرگتر در طول بازی قابل دستیابی هستند. این اسلحه‌ها شامل یک اره برقی، یک شاتگان، یک مینی گان، یک راکت انداز قابل حمل، یک تفنگ پلاسمایی و بالاخره بزرگ‌ترین و قویترین اسلحه با نام BFG 9000 می‌باشند. آیتم‌های متفاوتی برای تقویت قدرت بازیباز در طول بازی وجود دارند، از جمله بسته‌هایی که باعث افزایش تعداد مهمات قابل حمل، افزایش قدرت دفاعی، بسته‌های افزایش سلامتی و بسته‌های به اصطلاح دیوانه‌کننده (berserk) که باعث افزایش همزمانی سلامت و قدرت بازیباز می‌شوند و بازیباز حتی با زدن مشت هم می‌تواند خسارت زیادی به دشمنان وارد کند. همچنین گوی‌های آبی رنگ (که در کتاب راهنمای بازی به نام soul spheres نامیده شده‌اند) وجود دارند که باعث افزایش نوار سلامتی قهرمان به ۲۰۰٪، قدرت دید در محیط‌های تاریک و نقشه کامل هر مرحله، نامرئی شدن موقت از دید دشمنان و نوعی جلیقه نجات که بازیباز را از آسیب‌های حوض‌های اسید مصون نگه می‌دارد.
دشمنان هیولاوار در بازی، هسته اصلی گیم پلی را تشکیل می‌دهند. بازیباز در طول مراحل با تعداد زیادی از آن‌ها روبرو می‌شود که البته در درجات سختی بالاتر بازی، تعداد آن‌ها به مراتب بیشتر می‌شود. بازی دارای پنج مرحله درجه سختی است که در ابتدای شروع بازی قابل انتخاب است. ده نوع هیولا در بازی وجود دارند از جمله انسان‌های زامبی. رفتار هیولاها کاملاً ساده طراحی شده‌است: حرکت مستقیم به سمت قهرمان بازی یا پرتاب گوی‌های آتشین یا حمله مستقیم با زدن ضربه‌های دست. اگر یکی از هیولاها به‌طور اتفاقی به دیگری آسیب برساند، باعث می‌شود هیولاها با یکدیگر جنگ کنند.
به جز حالت تک‌نفره، بازی دو حالت چندنفره نیز دارد. حالت «گیم پلی گروهی» (cooperative) با پشتیبانی از دو یا چهار بازیکن در حالت شبکه و حالت Deathmatch که دو گروه چهارنفره با یکدیگر مبارزه می‌کنند. حالت بازی چندنفره آنلاین نیز با استفاده از سرویس برخط دایال آپ موسوم به DWANGO قابل دسترسی بود.

## تولید و ساخت
تولید این بازی در سال ۱۹۹۲ میلادی هنگامی آغاز گشت که "جان کارمک" یک موتور بازی سه بعدی جدید با نام «موتور دوم» (دوم engine) طراحی نمود. طراحی این موتور هم‌زمان با پایان یافتن ساخت بازی ولفنشتاین سه‌بعدی و در زمان بیکاری شرکت آی دی سافت ویر ساخته شد.
طراحی بازی در اواخر سال ۱۹۹۲ با الهام از تم علمی تخیلی فیلم "بیگانه‌ها" و فیلم ترسناک "مرده شریر ۲" انجام شد. عنوان بازی هم توسط خود جان کارمک انتخاب شد: «در فیلم رنگ پول یک صحنه وجود دارد که در آن تام کروز به یک مشتری جعبه‌ای را نشان می‌دهد، مشتری از او می‌پرسد در جعبه چه داری؟ و تام کروز با نیشخند و غرور جواب می‌دهد:" دوم"".
«تام هال» طراح بازی در یک متن مفصل با نام دوم Bible اعلام کرد قرار بود بازی دارای خط داستانی قوی و با جزئیات بالا، کاراکترهای ویژه بخش چندنفره و تعداد زیادی قسمت‌های قابل تعامل دیگر باشد که بسیاری از این ایده‌ها در طول زمان ساخت بازی توسط جان کارمک لغو گردید که نتیجه آن کناره‌گیری و عدم مشارکت مؤثر تام هال بود. اکثر طراحی مراحل بازی در نسخه نهایی بازی توسط «جان رومئو» (John Romero) و «سندی پترسون» (Sandy Petersen) انجام گرفت.
گرافیک بازی توسط «آدریان کارمک» (Adrian Carmack)، «کوین کلود» (Kevin Cloud) و «گریگور پونچاتز» (Gregor Punchatz) به روش‌های مختلفی مدلسازی گردید: با وجود اینکه اکثر آن‌ها حاصل طراحی و نقاشی گرافیست‌ها بود، با اینحال بعضی از هیولاها توسط خاک رُس یا لاستیک مدلسازی گردید. تعدادی از اسلحه‌ها هم تفنگ‌های اسباب بازی هستند که از شرکت تویز آر آس تهیه شده‌اند.

### تکنولوژی موتور بازی
بازی دوم در زمان خود دارای یک گرافیک سه بعدی نسبتاً واقعی بود. پیشرفت‌های حاصل از بازی قبلی شرکت آی دی سافت (به نام ولفنشتاین سه بعدی) به اضافه قابلیت‌های جدید موجود در موتور بازی دوم، در نهایت به صورت یکجا در نسخه نهایی بازی قرار گرفت. قابلیت‌های جدید عبارت بودند از: اختلاف سطح (در بازی ولفنشتاین سه بعدی همه اتاق‌های داخل بازی در یک سطح قرار داشتند)، دیوارهای غیر عمود (همه دیوارها در بازی ولفنشتاین سه بعدی بر طبق یک شبکه مستطیلی با زوایای کاملاً عمود برهم بود)، تکسچر مپ کامل برای همه سطوح مدل‌های داخل بازی (در ولفنشتاین سه بعدی کف‌ها و سقف‌های اتاق‌ها دارای روکش رنگ معمولی و صاف هستند) و سطوح مختلف شدت روشنایی نور (شدت نور در تمام مناطق بازی ولفنشتاین در یک سطح از روشنایی هستند). در نسخه نهایی بازی، اتمسفر و گیم پلی با استفاده از محیط‌های تاریک برای ترساندن و حتی گیج کردن بازیباز نکته‌ای بود که تا قبل از آن در هیچ بازی دیگری استفاده نشده بود، همچنین استفاده از پلت رنگ ویرایش شده برای ایجاد افکت‌های پیشرفته نیز از دیگر نکات بازی بود.
برخلاف طراحی مراحل یکنواخت بازی ولفنشتاین سه بعدی، بازی دوم دارای مراحل پویا و داینامیکی بود، برای مثال پلتفرم‌ها می‌توانند به سمت بالا یا پایین حرکت کرده، کف اتاق‌ها قابلیت حرکت متوالی و منظم و تبدیل شدن به پلکان را دارا هستند و پل‌ها می‌توانند بالا رفته یا پایین بیایند.
محیط‌های بازی به سیستم صوتی استریو که قابلیت تشخیص جهت و فاصله صدا از گوش بازیباز را دارا هستند مجهز می‌باشند. بازیباز با استفاده از افکت‌های صوتی بازی (برای مثال صدای غرش هیولاها) می‌تواند پی به وجود محیط‌های مخفی برده و از آن صداها برای ردیابی مکان‌های مخفی در مراحل استفاده نماید. دشمنان هم می‌توانند با شنیدن صدای شلیک تفنگ بازیباز پی به محل حضور قهرمان بازی ببرند.
جان کارمک برای اجرای نرم و روان تر این ویژگی‌های جدید بر روی رایانه‌های خانگی سال ۱۹۹۳ مجبور به اجرای ترفندهای متعددی شد. واقعیت این است که به‌طور قابل ملاحظه‌ای مراحل بازی دوم سه بعدی واقعی نیستند، آن‌ها در واقع از صفحات ساده‌ای تشکیل شده‌اند و برای اجرا و نمایش ارتفاع، از قابلیت جابجایی (Displacement) سطوح استفاده شده (مشابه روشی که در بسیاری از بازی‌های کامپیوتری برای تولید سطوح پر از پستی و بلندی محیط‌های بیرونی استفاده می‌شود) این ترفند با وجود محدودیت‌های زیاد سبب ایجاد القای برآمدگی و تورفتگی در سطح را می‌نماید. موتور بازی دوم به هیچ عنوان قابلیت ساخت یک اتاق بر روی اتاق دیگر در یک مرحله را نداشت و با استفاده از این ترفند که در واقع ایجاد صفحات دوبعدی بود، موتور بازی توانایی رندرینگ و پردازش سریع اتاق‌ها را پیدا می‌کرد. یکی دیگر از ترفندها استفاده از خطوط دوبعدی وکتور جهت نمایش نقشه مراحل بازی بود تا بدون نگرانی از افت سرعت بابت پردازش، نقشه‌ها به خوبی نمایش داده شوند.
قابلت مهم دیگر موتور بازی استفاده از فایل‌های اطلاعاتی ماجولار (قابل تعویض و جابجایی) بود که اجازه می‌داد بسیاری از محتویات بازی با بارگذاری فایل‌های WAD جایگزین شوند. (WAD فورمت استاندارد و پیش‌فرض بسته‌های فایل بازی دوم می‌باشد). بازی ولفنشتاین سه بعدی به گونه‌ای طراحی نشده بود که قابل گسترش باشد، با این وجود طرفداران راه ساخت مراحل سفارشی و شخصی آن را پیدا کرده بودند، بازی دوم برخلاف ولفنشتاین قابلیت گسترش و شخصی‌سازی را دارا بود و این قابلیت برای گسترش بازی در آینده، در موتور بازی وجود داشت.

## انتشار بازی
براساس اخبار، شایعات و تصاویر منتشر شده، یک نسخه آلفا و ناقص از بازی در فضای آنلاین و گروه‌های خبری انتشار یافته بود. سال‌ها بعد شرکت آی دی سافت ویر وجود و انتشار این نسخه‌ها را تأیید نمود و اعلام کردند که بازی چگونه مراحل پیشرفت و گسترش خود را طی نموده‌است. اولین نسخه رسمی و عمومی بازی در ۱۰ دسامبر ۱۹۹۳ در سرور اف تی پی دانشگاه ویسکانسین-مدیسون و بی بی اس Software Creations آپلود گردید.
این بازی ابتدا به صورت مشروط منتشر شد با این امید که بازیبازان رو ترغیب به تهیه نسخه کامل آن کند. با وجود اینکه اکثر بازیبازان اقدام به رجیستر و ثبت این عنوان نکردند، بیش از یک میلیون نسخه از بازی فروش رفت و همین معروفیت عامل اصلی فروش نسخه‌های بعدی سری دوم گردید که به صورت مشروط عرضه نگردید و کاملاً به صورت تجاری منتشر شدند. در سال ۱۹۹۵ بازی Ultimate دوم (نسخه ۱٫۹ شامل اپیزود چهارم بازی) به عنوان اولین محصول تجاری از سری دوم منتشر و به فروش رسید.
در مصاحبه منتشر شده از آی دی سافت ویر در اول ژانویه ۱۹۹۳ آن‌ها اعلام کردند انتظار دارند بازی دوم از نظر فروش در مکان اول قرار بگیرد و توجیه اشان هم رکود تولید بازی در سراسر دنیا بود. یک بخش از این پیش‌بینی درست از آب درآمد: ترافیک سنگین در شبکه‌های رایانه‌ای به دلیل ازدحام بازیبازان در بخش deathmatches مولتی پلیر. شرکت‌های «اینتل»، «لوتوس سافت ویر» و «دانشگاه کارنگی ملون» از جمله شرکت‌هایی بودند که به کارمندانشان اجازه بازی چندنفره دوم را در ساعات اداری نمی‌دادند.
طبق برآوردهای موجود، در اواخر سال ۱۹۹۵ میلادی، بازی دوم حتی از آخرین نسخه ویندوز مایکروسافت (ویندوز ۹۵) نیز بیشتر بر روی رایانه‌های شخصی در دنیا نصب گردیده بود. معروفیت بازی موجب گردید بیل گیتس به‌طور موقت اقدام به خرید آی دی سافت نماید و بازی دوم را برای ویندوز ۹۵ مایکروسافت پورت نماید. تیم پورت‌کننده بازی به رهبری «گیب نیوئل» تشکیل شد تا سیستم عامل ویندوز ۹۵ را به عنوان یک پلتفرم قابل اطمینان برای بازی تبلیغ نماید. در برنامه اکسل ۹۵ یک مرحله دوم مانند و مخفی به عنوان «ایستر اگ» قرار داشت که شامل تصاویری از برنامه نویسان و موارد دیگر بود.
بازی دوم در تاریخ ۳ آگوست ۲۰۰۷ بر روی شبکه استیم قرار گرفت که قابل اجرا بر روی شبیه‌ساز ام اس داس (داس‌باکس) است.

### نسخه‌های مختلف بازی
معروفیت بازی دوم باعث شد تا تولیدکنندگان اقدام به ساخت بسته‌های الحاقی و نسخه‌های جایگزین براساس موتور اصلی بازی دوم نمایند که شامل بازی‌های Ultimate دوم (۱۹۹۵)، فاینال دوم (۱۹۹۶) و دوم ۶۴ (۱۹۹۷) بودند. بازی دوم در آن ایام تبدیل به یک «کیلر اَپ» (برنامه‌هایی که معمولاً برای سنجش توانایی‌های سخت‌افزاری سیستم‌ها استفاده می‌شود) شده بود که بسیاری از سیستم عامل‌ها و کنسول‌ها آرزوی داشتنش را داشتند و به همین دلیل بازی دوم برای بسیاری از سیستم‌ها منتشر گردید: داس، اواس/۲، مایکروسافت ویندوز، لینوکس، آمیگا، اپل مکینتاش، سوپر نینتندو، سگا ۳۲ ایکس، سونی پلی‌استیشن، گیم بوی ادوانس، آی‌اواس، سیمبیان، سیستم عامل ریسک، آتاری جگوار، سگا ساترن، تپ ویو زودیاک، ۳دی‌او، ایکس باکس و ایکس‌باکس لایو آرکید سیستم‌هایی بودند که بازی دوم برایشان منتشر گردید و بعضی از آن‌ها حتی پس از گذشت سال‌ها از تولید نسخه اصلی، جزو پرفروش‌های زمان عرضه دوباره بودند. در سال ۲۰۱۳ یک نسخه از بازی دوم برای رایانه خانگی کمودور ویک-۲۰ (کامپیوتر معروف و پرفروش دهه ۸۰ (میلادی) که فقط ۳۵۸۳ بایت حافظه رم برای برنامه بیسیک داشت) پورت گردید.

### WADها
یکی از قابلیت‌های بازی دوم، ساخت، ویرایش و شخصی‌سازی مراحل بازی توسط افراد معمولی بود که به‌وسیله ویرایش فایل‌های سیستمی بازی (WAD) انجام می‌گرفت که تبدیل به یکی از دلایل معروفیت بازی گردید. بسیاری از طراح‌های حرفه‌ای بازی بعد از مدتی شروع به طراحی و ساخت WADهای شخصی به عنوان سرگرمی نمودند، از جمله Tim Willits که بعدها به عنوان سرپرست طراحان شرکت آی دی سافت منصوب گردید.
اولین ادیتور مراحل در اوایل ۱۹۹۴ به وجود آمد، همچنین ابزارهای زیادتری که اجازه ویرایش بیشتری در ظاهر بازی را می‌دادند نیز در همان سال منتشر شد. اغلب WADها شامل یک یا چند مرحله شخصی بود که همچنان استایل بازی اصلی را حفظ کرده بودند. تعداد زیادی از فیلم‌های معروف، سریال‌های تلویزیونی، بازی‌های ویدئویی متفرقه و بسیاری از برندها از جمله: "بیگانه‌ها"، "جنگ ستارگان"، "پرونده‌های ایکس"، "لاک‌پشت‌های نینجا"، "سیمپسون‌ها"، " ساوت پارک"، "سیلور مون"، "دراگون بال"، "رد فکشن"، "The Thing"، "پوکمون"، "بیویس و بات‌هد"، "بتمن" و "سونیک" عناوین مشهوری بودند که توسط طرفداران بازی به WADهای دوم تبدیل شدند. تعدادی از ساخته‌ها هم اقدام به ترکیب کردن دشمنان و هیولاها از فیلم‌های «بیگانه‌ها»، «غارتگر» و «ترمیناتور» نمودند. برخی از فایل‌های تولیدی توسط طرفداران هم شامل تغییر صداهای شخصیت‌ها و اسلحه‌ها بودند.
در حدود سال‌های ۱۹۹۴ و ۱۹۹۵ فایل‌های WAD به صورت آنلاین در سیستم‌های بی بی اس منتشر یا به صورت مجموعه بر روی دیسک‌های فشرده (سی دی) و گاهی اوقات به شکل باندل همراه با کتابچه‌های راهنما در فروشگاه‌های کامپیوتری به فروش می‌رفت.
تعدادی از WADها به صورت تجاری تولید و به فروش رسیدند مانند Master Levels برای دوم ۲ که در طول سال ۱۹۹۵ میلادی و همرا با Maximum دوم در یک سی دی که شامل ۱۸۳۰ عدد WAD بود.
در مجموع هزاران WAD طراحی گردید، برای مثال در آرشیو سرورهای اف تی پی شرکت آی دی سافت بیش از ۱۸۰۰۰ فایل WAD وجود دارد که فقط بخشی از WADهای طراحی شده توسط طرفداران بازی است.
به دلیل اینکه بازی دوم برای سیستم عامل ام اس داس ساخته شده بود و دستورهای بارگذاری WADها باید از طریق «واسط خط فرمان» بارگذاری می‌شد، برنامه‌های متعددی از طرف شرکت‌های مختلف برای راحتی بارگذاری WADها نوشته و عرضه شد، به‌طور مثال برنامه‌هایی که به کاربر اجازه می‌داد تا ازمیان لیست فایل‌ها اقدام به انتخاب و بارگذاری WAD مورد نظر خود بکند. در سال ۱۹۹۵ شرکت نرم‌افزاری «ویزارد ورکز» (WizardWorks Software) مجموعه‌ای با عنوان D!Zone منتشر کرد که شامل صدها مرحله برای دوم و دوم ۲ بود. این پک از طرف مجله «دراگون» (Dragon) نقد شد و از ۵ ستاره، ۱ ستاره به عنوان امتیاز دریافت کرد.

## بازتاب‌ها
| گردآورنده  | امتیاز |
| ---------- | ------ |
| گیم‌رنکینگز | ۸۶٫۶۷٪ |

| ناشر             | امتیاز                  |
| ---------------- | ----------------------- |
| آل‌گیم            | [ ۲۸ ]                  |
| اج               | ۷ / ۱۰                  |
| گیم اینفورمر     | ۷٫۷۵ / ۱۰               |
| گیمزمستر         | ۹۰٪                     |
| Dragon           | [ ۳۱ ]                  |
| VicioJuegos.com  | ۹۷٪                     |
| گیم‌زیلا          | ۹۴٪ (گیم‌بوی ادونس)      |
| Just Games Retro | [ ۳۴ ]                  |
| Gaming Target    | ۸٫۶ / ۱۰ (گیم‌بوی ادونس) |
| GameTrip         | ۸ / ۱۰                  |

بازی دوم به‌طور وسیعی در بین خبرگزاری‌ها و منتقدان مورد ستایش قرار گرفت و آن را به عنوان یکی از مهم‌ترین و مؤثرترین عناوین تاریخ بازی‌های ویدئویی معرفی کردند. برنامه تلویزیونی «گیمز مستر» که در بریتانیا پخش می‌شد امتیاز ۹۰٪ را به بازی داد. مجله «دراگون» ضمن اعطای ۵ ستاره به بازی در مورد آن نوشت: «شوتم آپ آرکید و سریع»، ضمن اینکه از گیم پلی و شبکه بازی تقدیر کرد. مجله «ادج» نمره ۷ از ۱۰ به بازی داد و آن را «بازی ساده شوتم آپ ماجراجویانه با پرسپکتیو سه بعدی» نام برد، اما از گرافیک و طراحی مراحل تقدیر نمود.
مجله آمریکایی «کامپیوتر گیمینگ ورلد» در سال ۱۹۹۶ بازی دوم را به عنوان پنجمین بازی برتر تاریخ معرفی نمود. در سال ۲۰۰۱ سایت گیم اسپای نظرسنجی برای انتخاب برترین بازی تاریخ را بین سازندگان و خبرنگاران صنعت بازی برگزار کرد که طی آن بازی دوم به عنوان بازی شماره یک تمام تاریخ انتخاب شد. در سال ۲۰۰۳ آی جی ان انگلستان این بازی را به عنوان چهل و چهارمین بازی ویدئویی تمام تاریخ انتخاب و اضافه کرد: «زرادخانه‌ای از اسلحه‌های قدرتمند، کشتار و خون‌ریزی فراوان و تناسب عالی از اکشن جذاب».
در سالگرد ده سالگی بازی، مجله بریتانیایی «پی سی گیمر» در سال ۲۰۰۴ میلادی این بازی را جزو تأثیرگذارترین بازی‌های تاریخ صنعت بازی نامید. خوانندگان مجله انگلیسی «رترو گیمر» در سال ۲۰۰۴ بازی دوم را به عنوان نهمین بازی برتر عناوین قدیمی و کلاسیک انتخاب کردند. ویراستاران این مجله هم بازی را این‌گونه نقد کردند: «فقط تعداد کمی از بازی‌ها می‌توانند آنقدر پیشرفت کنند که باعث تغییر در دنیای گیم شوند، و بازی دوم شاید یکی از باکیفیت‌ترین آن‌ها باشد».
در سال ۲۰۰۵، سایت آی جی ان این بازی را در رتبه سی و نهم قرار داد. مجله «نیویورک تایمز» در تاریخ ۱۲ مارس ۲۰۰۷ گزارشی منتشر کرد مبنی بر اینکه بازی دوم جزو لیست ده بازی بسیار مهم تاریخ بازی‌های ویدئویی قرار دارد. «کتابخانهٔ ملی کنگرهٔ آمریکا» نیز پیشنهاد نگهداری و آرشیو نمودن بازی دوم و بقیه بازی‌های مندرج در لیست مذکور را نمود. در سال ۲۰۰۹ «گیم تریلرز» بازی دوم را به عنوان برترین بازی پیشرو پی سی انتخاب کرد. در همان سال ماهنامه آمریکایی «گیم اینفورمر» بازی دوم را به عنوان ششمین بازی برتر کل تاریخ در لیست خود قرار داد. این مجله در سال ۲۰۰۹ نیز بازی را به عنوان ششمین بازی از میان لیست ۱۰۰ بازی برتر تاریخ قرار داد. هفته‌نامه معتبر «تایم» دوم را جزو لیست ۱۰۰ بازی برتر تاریخ معرفی کرد و دربارهٔ آن نوشت: «این بازی همانقدر در صنعت بازی پس از خود تأثیرگذار بود که «زیراکس پارک» در تاریخ صنعت کامپیوتر تأثیر گذاشت.» (زیراکس پارک با طراحی رابط کاربری و فروش آن به شرکت اپل به عنوان یکی از تأثیرگذارترین‌های تاریخ کامپیوتر نام گرفت). و در ادامه اضافه کرد: «یکی از دلایل اصلی این موفقیت مرهون طراحان بازی همچون جان رومرو می‌باشد که با طراحی مراحلی با احساس ترس افسار گسیخته کمبودهای دیگر بازی را جبران کردند.» سایت گیم اسپات نیز با قرار دادن نام بازی در لیست صد بازی برتر تاریخ خود نوشت: «با وجود نسخه‌های متعددی از این بازی که بعدها در اشکال متفاوت منتشر شد، طرفداران قدیمی بازی از سال ۱۹۹۳ هرگز انتشار بازی دوم را فراموش نخواهند کرد که در واقع آغاز یک انقلاب واقعی در ژانر بازی‌های اکشن بود.»

### بحث و جدل‌ها در مورد بازی
بازی دوم به دلیل داشتن گرافیک خشونت بار مورد توجه بسیاری قرار گرفت و بسیار مورد بحث و جدل گروه‌های مختلفی قرار گرفت. «یاهو گیمز» این بازی را جزو لیست ۱۰ بازی بحث‌برانگیز تاریخ صنعت گیم نامید. این بازی بخاطر وجود لحن نامناسب و استعاره‌های شیطانی و مذهبی از سوی سازمان‌های مذهبی مورد انتقاد قرار گرفت. همچنین وجود تکنولوژی شبیه‌سازی واقعی کشتار که باعث وجود ترس تأثیرگذار در بازیباز می‌شد.
شدت هجمه و انتقاد به بازی در سال ۱۹۹۹ میلادی به شدت بالا گرفت. در این تاریخ دو تن به نام‌های «اریک هریس» و «دیلان کلبولد» اقدام به تیراندازی در دبیرستان کلمباین ایالات متحده آمریکا نمودند. نکته مهم این بود که این دو نفر از علاقه‌مندان و طرفداران پروپا قرص بازی دوم بودند. هریس در مورد این کشتار گفته بود: «مثل بازی کردن دوم است، مخلوطی از انفجار اکلاهماسیتی، جنگ جهانی دوم، جنگ ویتنام، بازی Duke Nukem و دوم." بعد از مدتی شایعه‌ای پخش شد مبنی بر اینکه هریس یک مرحله در بازی طراحی کرده بود و دبیرستان خود را در آن شبیه‌سازی نموده و دشمنان آن همکلاسی‌ها و معلمانش بودند و با انجام آن بازی، بارها کشتار دبیرستان را تکرار کرده بود. با وجود اینکه هریس واقعاً مراحلی از بازی دوم را ساخته بود اما هیچ‌کدام از مراحل طراحی شده براساس دبیرستان کلمباین نبود. در بحبوحه زمانی که بازی دوم و بازی‌های خشن دیگر مورد انتقاد شدید همگانی قرار داشتند، مرکز تحقیقاتی Greater Good Science Center در سال ۲۰۰۸ اعلام نمود که این دو حادثه زیاد ارتباط تنگاتنگی با هم ندارند. دو تن از محققان مدرسه پزشکی هاروارد به نام «شریل اولسون» و «لارنس گوتنر» اعلام نمودند که بازی‌های ویدئویی خشن ارتباطی به حادثه تیراندازی در مدرسه نداشتند. طی تحقیقاتی که وزارت آموزش ایالات متحده آمریکا و سرویس مخفی ایالات متحده آمریکا بر روی ۳۷ حادثه خشونت بار در مدارس آمریکا انجام دادند، مشخص شد که اکثر مهاجمان و مسببان خشونت و تیراندازی سابقه افسردگی و حتی اقدام به خودکشی داشته‌اند. از آنجا که بسیاری از قاتلان (به مانند بسیاری از پسران جوان) به انجام بازی‌های ویدئویی می‌پرداختند، مشخص گردید هیچ ارتباط و دلیل معتبر و مستندی بین بازی‌های ویدئویی و خشونت در مدارس وجود ندارد. در حقیقت فقط تعداد یک‌هشتم از تیراندازان تمایل و علاقه به انجام بازی‌های خشن ویدئویی داشتند و این تعداد بسیار کمتر از افرادی است که تحت تأثیر کتاب‌ها و فیلم‌های خشن اقدام به تیراندازی کرده‌اند.

## میراث بازی
عنوان دوم به شکل‌های مختلفی بعد از بازی اصلی نیز عرضه گردید. از جمله به صورت کامیک بوک، ۴ کتاب داستانی توسط Dafydd Ab Hugh و Brad Linaweaver (که البته بسیار کم به داستان و اتفاقات داخل بازی ربط داشت)، یک بازی تخته‌ای و یک فیلم اکشن در سال ۲۰۰۵ با شرکت کارل اوربان و راک.
سری دوم در طول سال‌های ۱۹۹۷ تا ۲۰۰۰ (زمان معرفی دوم ۳) در یک رکود موقت فرورفت. دوم ۳ یک بازسازی از بازی اولیه دوم می‌باشد که با استفاده از تکنولوژی‌های جدید بازسازی گردید. دوم ۳ با سروصدای بسیار زیاد و تأکید بر جذابیت و واقعی بودن سعی در جذب نسل جدید بازیبازها را داشت.
بعد از مشخص شدن آغاز پروژه دوم ۴ در سال ۲۰۱۴، Tim Willits از شرکت آی دی سافت ویر اعلام کرد که بازی در حال ساخت می‌باشد اما نام دوم ۴ را تأیید نکرد. بعد از مدتی در همان سال بازی با نام ساده دوم معرفی گردید.

### کلون‌های بازی

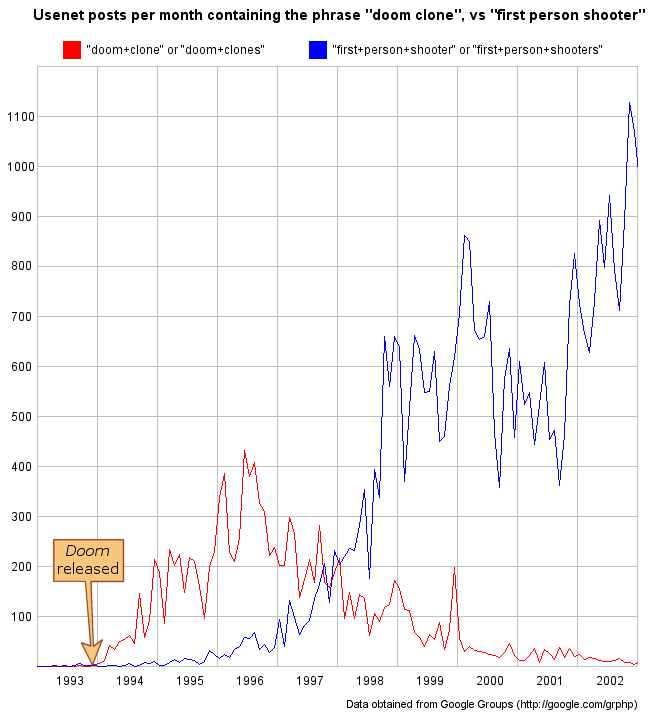
عبارت «دوم clone» در ابتدا برای بازی‌های شبیه دوم استفاده می‌شد، اما از سال ۱۹۹۶ اصطلاح تیراندازی اول شخص رواج پیدا کرد و از سال ۱۹۹۸ کاملاً جای عبارت دوم clone را گرفت.

بازی دوم تأثیر بسیاری بر صنعت گیم گذاشت و باعث تولید عناوین زیادی در ژانر تیراندازی اول شخص بعد از خود شد. تا مدت‌ها بعد به این گونه بازی‌ها دوم clones گفته می‌شد و به عنوان تیراندازی اول شخص نامی از آن نبود. دوم cloneها به بازی‌هایی گفته می‌شد که استایل گیم پلی آن شبیه بازی دوم بود اما بعد از سال ۱۹۹۶ به تدریج عنوان تیراندازی اول شخص جایگزین دوم clone گردید و در نهایت در سال ۱۹۹۸ به کلی تیراندازی اول شخص کاملاً تثبیت گردید. بسیاری از بازی‌های این ژانر شروع به تغییر روش نمودند و با ایجاد روش‌ها و فضاهای گوناگون مورد تحسین قرار گرفتند. تعدادی از بازی‌ها نیز در بسیاری از جهات شبیه به دوم تولید گشتند مانند مجموعه اسلحه‌ها و کدهای تقلب. رقیب اصلی دوم، بازی Rise of the Triad محصول شرکت Apogee (شرکت 3D Realms) و بازی System Shock محصول شرکت Looking Glass Studios بود. معروفیت فایل WAD بازی که توسط طرفداران ساخته شده بود، شایعه‌ای را به وجود آورد که شرکت لوکاس آرتز را وادار به ساخت بازی Star Wars: Dark Forces نموده‌است.
حق امتیاز استفاده از موتور بازی دوم که به وسیله id Software ساخته شده بود توسط شرکت‌های زیادی خریداری گردید و بازی‌های تولیدی خود را براساس آن تولید کردند، از جمله این بازی‌ها می‌توان به هرتیک، هگزن، Strife: Quest for the Sigil و Hacx: Twitch 'n Kill اشاره کرد.
سه سال بعد هنگامی که شرکت 3D Realms بازی Duke Nukem 3D را به صورت تیراندازی اول شخص و تم علمی تخیلی و براساس تکنولوژی تولیدی برنامه‌نویس معروف «کن سیلورمن» منتشر نمود، id Software در حال اتمام بازی جدید خود با تکنولوژی جدیدتر با عنوان Quake بود که البته به معروفیت عنوان دوم نرسید.

### اجتماع بازیبازان
با وجود اینکه بازی در حالت تک‌نفره هیجان خاصی دارد، وجود حالت deathmatch یکی از مهم‌ترین عوامل معروفیت بازی بود. دوم اولین بازی اول شخصی نبود که از حالت deathmatch پشتیبانی می‌کرد، بازی Maze War که در سال ۱۹۷۴ میلادی منتشر شد، قابلیت بازی در حالت deathmatch را با استفاده از اترنت بر روی رایانه‌های زیراکس در سال ۱۹۷۷ را دارا بود.
پس از گسترش سیستم‌های رایانه‌ای شخصی، وجود خشونت در بازی دوم در محبوبیت حالت deathmatch بازی تأثیرگذار بود. در حالت بازی دونفره، دو بازیباز می‌توانستند با استفاده از خطوط تلفن و مودم دو رایانه را به هم متصل و در حالت دونفره بازی را انجام دهند. به دلیل گسترش بازی و رایانه‌ها دوم حالت deathmatch را فراگیر نمود ضمن اینکه به عنوان اولین بازی لقب گرفت که از نام deathmatch برای توصیف این حالت چند نفره استفاده کرد.
با وجود گذشت سال‌ها و تولید بازی‌های تیراندازی اول شخص مدرن و پیشرفته، این بازی همچنان دارای طرفداران سرسختی می‌باشد که اقدام به تولید فایل‌های WAD می‌نمایند یا اخبار و اطلاعات را در وب سایت‌های مختلف انتشار می‌دهند، سایت‌هایی مانند: دومworld.
در سال ۱۹۹۷ و پس از انتشار کد منبع بازی، مجدداً توجه‌ها به این عنوان افزایش پیدا کرد (در سال ۱۹۹۹ نیز کد منبع بازی تحت لیسانس عمومی GNU قرار گرفت). بعد از این واقعه طرفداران شروع به پورت بازی برای سیستم‌های مختلف نمودند، حتی پلتفرم‌هایی که قبلاً این عنوان را پشتیبانی نمی‌کردند مانند دریم کست. بجز نسخه پی سی بیش از ۵۰ عنوان مختلف از بازی دوم برای سیستم‌های مختلف پورت گردید.
بازیبازان زیادی اقدام به تهیه اسپیدران‌هایی (اسپیدران به موردی گفته می‌شود که طی آن بازیباز با حداقل زمان ممکن اقدام به اتمام بازی نماید) برای دوم نمودند. همچنین اچیومنت‌هایی مانند تمام کردن هردو بازی دوم و دوم II در حالت سختی Ultra-Violence در کمتر از ۳۰ دقیقه به وجود آمد. به علاوه تعدادی از بازی‌بازان موفق به اتمام بازی دوم II در حالت Nightmare! فقط با یکبار بازی شدند در حالیکه در این مد، هیولاها بسیار خشن تر و قدرتمندتر هستند. فیلم بسیاری از اسپیدران‌های بازی دوم اکنون در وب سایت COMPET-N موجود است.